# Lathom
 Lathom es un pueblo y parroquia civil en Lancashire, Inglaterra, a unas 3 millas (5 km) al noreste de Ormskirk. Está en el  distrito de West Lancashire, y con la parroquia de  Newburgh forma parte de Newburgh barrio. La población de la parroquia civil en el  censo de 2011 fue de 914. El Leeds y Liverpool Canal pasa por Lathom.

## Historia

### Toponimia
Lathom se registró como Latune en el Domesday Book en 1086, Lathum en 1200 y Lathom en 1223, después de lo cual fue la ortografía habitual.

### Mansión
En 1066, la mansión de Lathom era la más importante de las 17 mansiones en poder de Uctred, un terrateniente anglo-danés. Estas mansiones fueron establecidas por Æthelstan en el siglo X. En 1189, Robert Fitzhenry de Lathom poseía tierras en todo el sur de Lancashire, extendiéndose hasta Flixton en la baronía de Manchester. Siward hijo de Dunning ocupó el municipio en thanage durante el reinado de Enrique II de Inglaterra). A Robert de Lathom, en el reinado de Eduardo I de Inglaterra (Eduardo I) se le concedió el derecho a celebrar un mercado y una feria anual. Robert Lathom fundó Burscough Priory en 1189 o antes.
La mansión fue transmitida por el matrimonio de Isabella de Lathom, la hija de Sir Thomas Lathom con  Sir John Stanley en 1385, el reinado de  Enrique IV . Thomas Stanley, primer conde de Derby entretuvo a Enrique VII en su castillo de Lathom.
El ala oeste actual de Lathom House da una pista de la importancia de Lathom y la familia Stanley que se convirtió en el Conde de Derby (Conde de Derby). El pueblo creció alrededor del castillo de Lathom.

### Casa Lathom
Lathom es la ubicación de Lathom House construida en la Edad Media, sede de las familias de Lathom y Stanley, dos veces asediada durante la Guerra Civil Inglesa y posteriormente comprada por Sir Thomas Bootle, quien restauró la antigua mansión. Pasó a través de su sobrina a Richard Wilbraham y su hijo, Edward Bootle-Wilbraham, primer barón Skelmersdale (Lord Skelmersdale). El bloque principal fue demolido en 1925.

### Centro Técnico Europeo Pilkington
Pilkington, la división europea de Nippon Sheet Glass Group, tiene su Centro Técnico Europeo en Lathom. El sitio era antes la principal instalación de I + D de Pilkington plc.

## Administración
Lathom era un municipio en la parroquia de Ormskirk en el  West Derby  cien en el sur de Lancashire.